# Alpine Endurance Team
Pour les articles homonymes, voir Alpine.

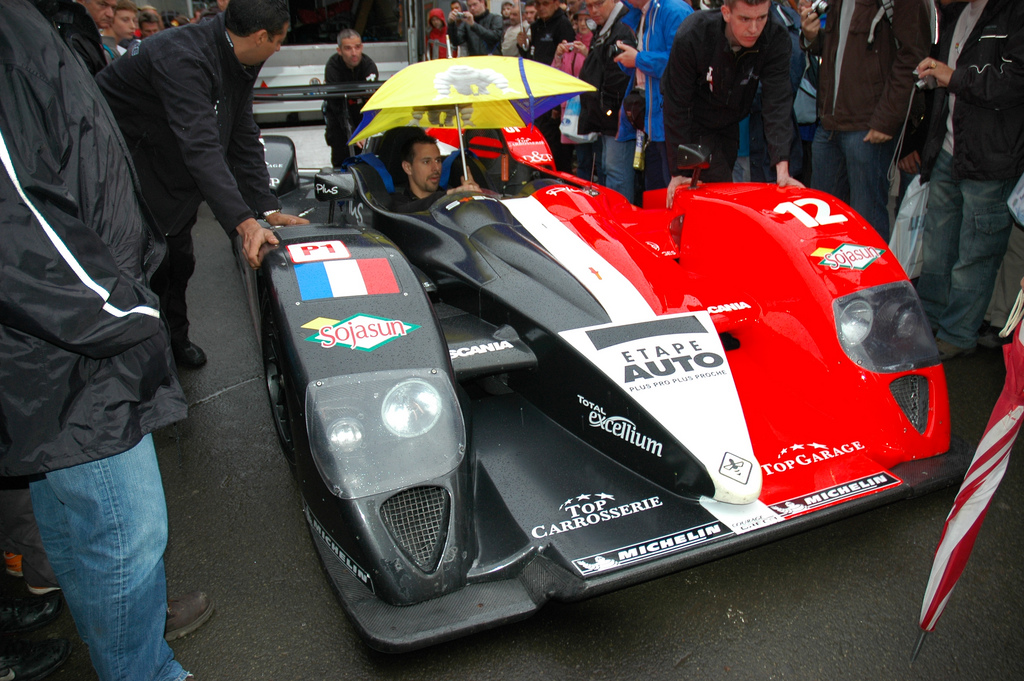
la Courage-Oreca LC70E-Judd aux 24h du Mans en 2009

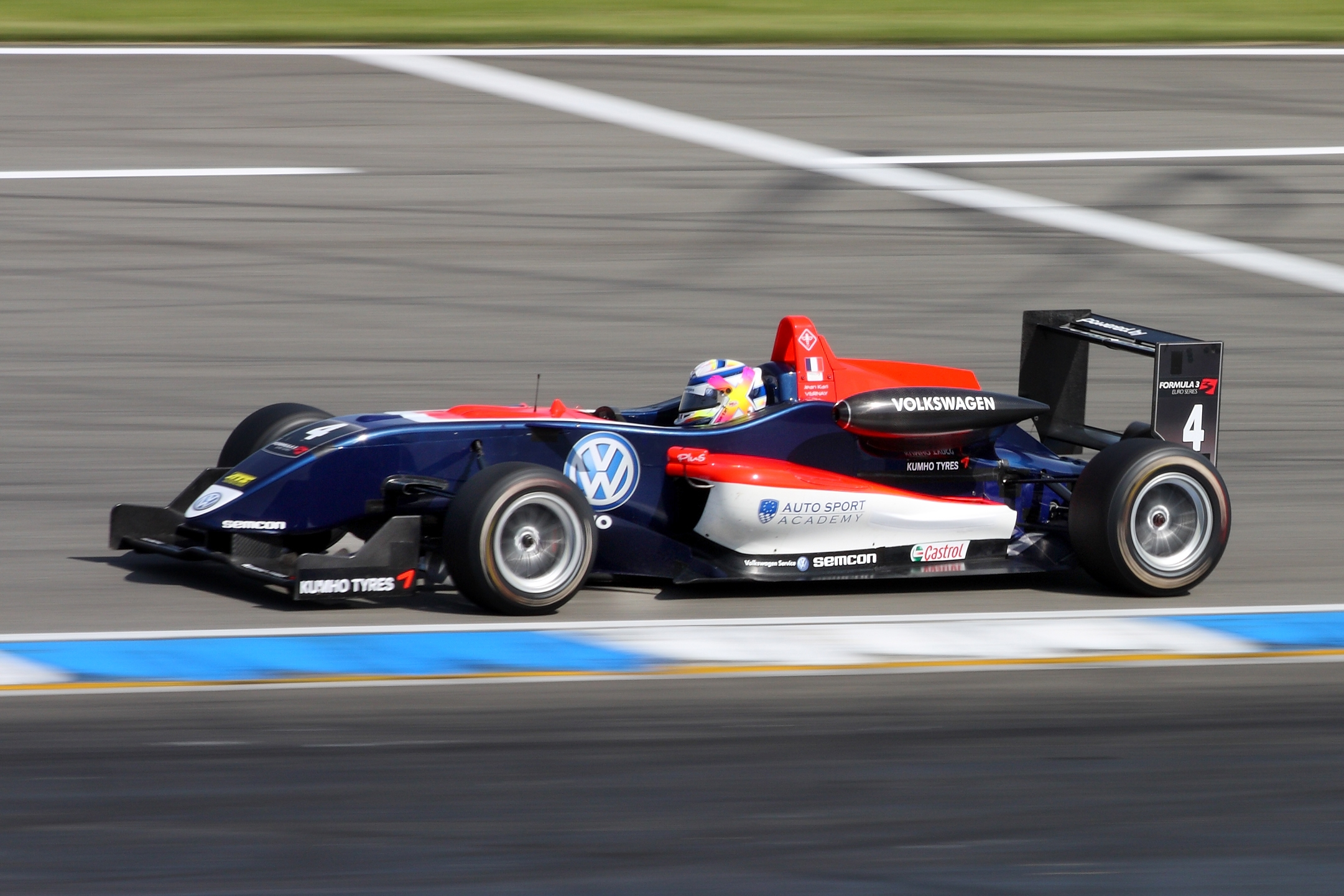
Jean-Karl Vernay à Hockenheim en 2009

Alpine Endurance Team (anciennement appelée Signatech Alpine et Signature Team) est une écurie française de sport automobile engagée dans le championnat du monde d'endurance de la FIA. Son siège est situé à Bourges dans le Cher.
En catégorie LMP2, l'écurie a remporté trois fois les 24 Heures du Mans (2016, 2018 et 2019) et a été sacrée deux fois championne du monde (2016 et 2019). Elle est présente dans cette catégorie entre 2011 et 2020 avec Nissan puis Alpine, puis de nouveau en 2023 avec une Oreca.
En 2021 et 2022, elle est engagée en catégorie Hypercar au sein du WEC, sous le nom commercial d'Alpine Elf Endurance Team avec une Alpine A480 (ex-Rebellion R13) à moteur Gibson.
En 2024, l'écurie engage deux Alpine A424 en catégorie Hypercar répondant à la réglementation LMDh.

## Historique
L'entreprise a été créée par Philippe Sinault dont le frère cadet Patrick Sinault est aussi promoteur de la Formula Renault 2.0 WEC depuis 2008 et de la Renault Clio Cup Elf.
L'écurie est aussi apparue sous le nom de ARTA-Signature en Formula Renault V6 et est associée à l'écurie britannique Ultimate Motorsport en World Series by Renault depuis 2008. Elle porte le nom de Signature-Plus en Formule 3 Euroseries en raison de l'implication de la société Textilot qui sponsorise l'équipe avec son enseigne Plus.
Pour les 24 Heures du Mans 2010, Signature-Plus bénéficie d'un accord avec AMR pour utiliser une Lola-Aston Martin B09/60. Les pilotes de cette voiture sont Vanina Ickx, Pierre Ragues et Franck Mailleux.
En 2011, Signature est associé à Nissan pour porter les couleurs de la marque, et engage le vainqueur de la GT Academy Lucas Ordóñez aux côtés de Franck Mailleux et Soheil Ayari. L'équipe termine 2e aux 24h du Mans en catégorie LMP2 (9e au général) et remporte le championnat ILMC LMP2.
2012 verra l'écurie engager au Mans deux voitures, toujours avec Nissan. La numéro 26 pilotée par le trio Pierre Ragues, Nelson Panciatici et Roman Rusinov termine 10e au général et 4e des LMP2. La N°23 finit 16e au scratch et 9e LMP2 avec Jordan Tresson, Franck Mailleux et Olivier Lombard au volant.
En 2013, l'écurie engage l'Alpine A450 au 24 Heures du Mans avec comme pilotes Tristan Gommendy, Nelson Panciatici et Pierre Ragues sous la bannière Signatech-Alpine. Paul-Loup Chatin est seulement pilote suppléant pour les 24 heures, mais participe à la journée d'essais préliminaires. En European Le Mans Series 2013, Pierre Ragues et Nelson Panciatici gagnent les 3 Heures de Budapest et apportent les titres Pilotes et Écuries en European Le Mans Series. Le choix de ne pas construire de voiture mais de reprendre un châssis Oreca en le renommant a été motivé tant par des raisons pratiques que financières.
En 2014, l'écurie conserve son titre européen avec l'Alpine A450B pilotée par Nelson Panciatici, Paul-Loup Chatin et Oliver Webb. La saison est marquée par une victoire au Red Bull Ring et une troisième place aux 24 heures du Mans en catégorie LMP2.
En 2015, Signatech-Alpine engage l'Alpine A450B en Championnat du monde d'endurance FIA avec l'équipage Nelson Panciatici, Paul-Loup Chatin et Vincent Capillaire. Ce dernier sera remplacé par Tom Dillmann pour les deux dernières courses. L'équipe obtient la victoire aux 6 heures de Shanghai en catégorie LMP2.
En 2016, Signatech-Alpine engage deux A460 au Championnat du monde d'endurance FIA avec la n°35 pilotée par David Cheng, Ho-Pin Tung et Nelson Panciatici pour l'écurie Baxi DC Racing, ainsi que la n°36, sous ses propres couleurs, pilotée par Nicolas Lapierre, Gustavo Menezes et Stéphane Richelmi. L'équipe signe sa première victoire avec la n°36 aux 6 heures de Spa en catégorie LMP2 et récidive aux 24 heures du Mans le mois suivant avec la même n°36. Cet équipage sera également vainqueur des 6 heures du Nurburgring ainsi que des 6 heures du Circuit des Amériques. Avec 4 victoires et 3 podiums à la fin de la saison, l'équipage n°36 décroche le titre mondial de la catégorie LMP2.
En 2017 devenue Signatech-Alpine-Matmut, du nom de son partenaire, l'écurie engage deux Alpine A470 sous son propre nom en FIA WEC. La no 35 est confiée à Nelson Panciatici, Pierre Ragues et André Negrão. La no 36 est toujours aux mains de Nicolas Lapierre et Gustavo Menezes épaulés de Matt Rao, Romain Dumas suppléera Nicolas Lapierre aux 6 heures de Spa ainsi qu'aux 24 heures du Mans.
En septembre 2020, Alpine annonce l'engagement de l'écurie Signatech Alpine en LMP1, la catégorie-reine de l'endurance automobile, pour la saison 2021. Sous la bannière Alpine Endurance Team, l'écurie engage une LMP1 non hybride, un prototype Oreca basé sur la Rebellion R13. Les trois pilotes sont annoncés en janvier 2021, il s'agit de Nicolas Lapierre, André Negrão et Matthieu Vaxiviere. En mars, l'A480 qui évoluera dans la catégorie Hypercar est présentée. 
Pour 2023, Alpine quitte la catégorie Hypercar, le prototype engagé pendant les deux précédentes saisons sous le nom A480 n'étant plus compatible avec le règlement en vigueur. Décision est prise de revenir en catégorie LMP2 avec l'engagement de deux Oreca 07. Pour respecter la réglementation de la catégorie qui impose la présence d'un pilote Silver, de nouveaux pilotes sont recrutés. La n°36 est pilotée par une équipe 100% française avec Matthieu Vaxiviere, Julien Canal et Charles Milesi. L'équipage de la n°35 est plus international avec Andre Negrão (Brésil), Memo Rojas (Mexique) et Olli Caldwell (Royaume-Uni).

### Identité visuelle (logo)

Ancien logo de Signature.
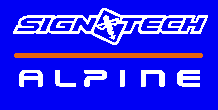
Premier logo de l'association avec Alpine en endurance.
Logo de l'écurie de 2017 à 2019.
Logo de l'écurie en 2019-2020.
Logo de l'écurie en 2021.
Logo de l'écurie en 2022.

## Pilotes

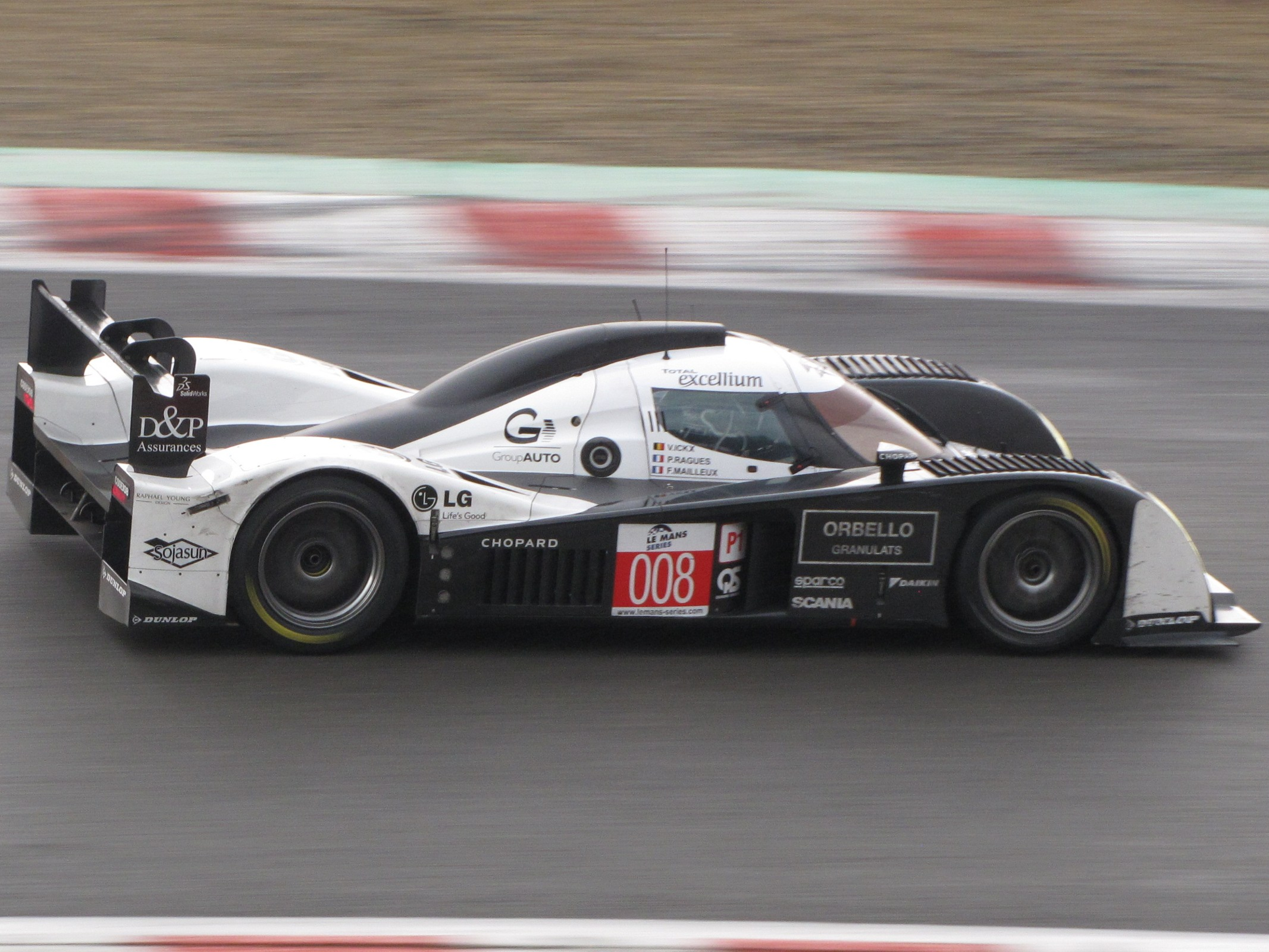
la Lola-Aston Martin B09/60 à Spa 2010

### Pilotes actuels[Quand?]
- Nicolas Lapierre (F3 2003, 2004 - WEC 2016, 2017, 2018, 2019, 2021)
- André Negrão (WEC 2017, 2018, 2019, 2020, 2021)
- Matthieu Vaxiviere (WEC 2021)

### Anciens pilotes
- Benoît Tréluyer (F3 1999)
- Jonathan Cochet (F3 2000)
- Bruno Besson (F3 2001)
- Mathieu Zangarelli (F3 2000, 2001)
- Lucas Lasserre (F3 2001)
- Keiko Ihara (F3 2001)
- Renaud Derlot (F3 2001, 2002)
- Yuji Ide (F3 2002)
- Fabio Carbone (F3 2003, 2004, 2005)
- Giedo Van der Garde (F3 2004)
- Loïc Duval (F3 2004, 2005)
- James Rossiter (F3 2005)
- Guillaume Moreau (F3 2005, 2006)
- Charlie Kimball (F3 2006)
- Romain Grosjean (F3 2006)
- Tim Sandtler (F3 2006)
- Edoardo Mortara (F3 2007, 2008, 2010)
- Jean-Karl Vernay (F3 2007, 2008, 2009)
- Yann Clairay (F3 2007)
- Dani Clos (F3 2007)
- Franck Mailleux (F3 2008 et LMS 2009, 2010, 2011, 2012)
- Stefano Coletti (F3 2008)
- Robert Wickens (F3 2008)
- Mika Mäki (F3 2009)
- Tiago Geronimi (F3 2009)
- Didier André (LMS 2009)
- Laurens Vanthoor (F3 2010)
- Marco Wittmann (F3 2010)
- Vanina Ickx (LMS 2010)
- Soheil Ayari (LMS 2011)
- Lucas Ordóñez (LMS 2011)
- Jordan Tresson (WEC 2012)
- Olivier Lombard (WEC 2012)
- Roman Rusinov (WEC 2012)
- Tristan Gommendy (WEC 2013)
- Paul-Loup Chatin (WEC 2013 Le Mans Test - ELMS 2014 - WEC 2015, 2016)
- Vincent Capillaire (WEC 2015)
- Stéphane Richelmi (WEC 2016)
- David Cheng (WEC 2016)
- Ho-Pin Tung (WEC 2016)
- Nelson Panciatici (ELMS 2013, 2014 - WEC 2012, 2015, 2017)
- Gutavo Menezes (WEC 2016, 2017)
- Matthew Rao (WEC 2017)
- Romain Dumas (WEC 2017)
- Pierre Thiriet (WEC 2018, 2019)
- Pierre Ragues (LMS 2009, 2010 - ELMS 2013 - WEC 2012, 2017, 2020)
- Thomas Laurent (WEC 2020)

## Palmarès

### Titres en championnat
- Champion de France de Formule 3 avec Jonathan Cochet en 2000

- Champion d'Europe de Formule 3 avec Benoît Tréluyer en 1999, Jonathan Cochet en 2000 et Renaud Derlot en 2002.

- Champion de Formule 3 Euro Series avec Edoardo Mortara en 2010

- Champion European Le Mans Series avec Pierre Ragues et Nelson Panciatici en 2013

- Champion European Le Mans Series avec Nelson Panciatici, Paul-Loup Chatin et Oliver Webb en 2014
- Trophée Endurance FIA des équipes LMP2 — WEC (2)
  - Champion en 2016 avec Nicolas Lapierre, Gustavo Menezes et Stéphane Richelmi ;
  - Champion en 2018-19 avec Nicolas Lapierre, André Negrão et Pierre Thiriet.

### Autres victoires
- Plusieurs victoires individuelles en Formule 3 Euro Series avec Fabio Carbone (1), Nicolas Lapierre (3), James Rossiter (1), Guillaume Moreau (1), Charlie Kimball (1), Edoardo Mortara (10), Franck Mailleux (1), Robert Wickens (1), Jean-Karl Vernay (2), Mika Mäki (1), Marco Wittmann (1)[11].

- Trois Doublés au Grand Prix de Macao de Formule 3 en 2003 avec la victoire de Nicolas Lapierre devant Fabio Carbone, en 2009 avec la victoire d'Edoardo Mortara devant Jean-Karl Vernay et en 2010 pour la seconde victoire d'Edoardo Mortara devant Laurens Vanthoor.

- 24 Heures du Mans — catégorie LMP2 (3)
  - Victoire en 2016 avec Nicolas Lapierre, Gustavo Menezes et Stéphane Richelmi ;
  - Victoire en 2018 avec Nicolas Lapierre, André Negrão et Pierre Thiriet ;
  - Victoire en 2019 avec Nicolas Lapierre, André Negrão et Pierre Thiriet.

## Résultats

### Catégorie Hypercar

#### Championnat du monde d'endurance FIA (WEC)
| Saison | Écurie            | Châssis            | Moteur                | Pneu | N° | Pilotes                                          | Courses | Courses | Courses | Courses | Courses | Courses | Points inscrits | Classement |
| Saison | Écurie            | Châssis            | Moteur                | Pneu | N° | Pilotes                                          | 1       | 2       | 3       | 4       | 5       | 6       | Points inscrits | Classement |
| ------ | ----------------- | ------------------ | --------------------- | ---- | -- | ------------------------------------------------ | ------- | ------- | ------- | ------- | ------- | ------- | --------------- | ---------- |
| 2021   | Alpine Elf Matmut | Alpine A480-Gibson | Gibson GK428 4.5 L V8 | M    | 36 | André Negrão Nicolas Lapierre Matthieu Vaxiviere | SPA     | POR     | MNZ     | LMS     | BHR     | BHR     | 128             | 2e         |
| 2021   | Alpine Elf Matmut | Alpine A480-Gibson | Gibson GK428 4.5 L V8 | M    | 36 | André Negrão Nicolas Lapierre Matthieu Vaxiviere | 2e      | 3e      | 2e      | 3e      | 3e      | 3e      | 128             | 2e         |
| 2022   | Alpine Elf Team   | Alpine A480-Gibson | Gibson GK428 4.5 L V8 | M    | 36 | Nicolas Lapierre André Negrão Matthieu Vaxiviere | SEB     | SPA     | LMS     | MNZ     | FUJ     | BHR     | 144             | 2e         |
| 2022   | Alpine Elf Team   | Alpine A480-Gibson | Gibson GK428 4.5 L V8 | M    | 36 | Nicolas Lapierre André Negrão Matthieu Vaxiviere | 1er     | 2e      | 5e      | 1er     | 3e      | 3e      | 144             | 2e         |

### Catégorie LMP2

#### Intercontinental Le Mans Cup (ILMC)
|        | \| Saison \| Écurie \| Châssis \| Moteur \| Pneu \| N° \| Pilotes \| Courses \| Courses \| Courses \| Courses \| Courses \| Courses \| Courses \| Points inscrits \| Classement \| \| Saison \| Écurie \| Châssis \| Moteur \| Pneu \| N° \| Pilotes \| 1 \| 2 \| 3 \| 4 \| 5 \| 6 \| 7 \| Points inscrits \| Classement \| \| ------ \| ---------------- \| -------- \| ---------------------- \| ---- \| -- \| ----------------------------------------------------------- \| ------- \| ------- \| ------- \| ------- \| ------- \| ------- \| ------- \| --------------- \| ---------- \| \| 2011 \| Signatech Nissan \| Oreca 03 \| Nissan VK45DE 4.5 L V8 \| D \| 26 \| Franck Mailleux Lucas Ordóñez Soheil Ayari Jean-Karl Vernay \| SEB \| SPA \| LMS \| IMO \| SIL \| ATL \| ZHU \| 95 \| Champion \| \| 2011 \| Signatech Nissan \| Oreca 03 \| Nissan VK45DE 4.5 L V8 \| D \| 26 \| Franck Mailleux Lucas Ordóñez Soheil Ayari Jean-Karl Vernay \| 2e \| 5e \| 2e \| 2e \| 7e \| 3e \| 1er \| 95 \| Champion \| |          |                        |      |    |                                                             |         |         |         |         |         |         |         |                 |            |
| Saison | Écurie | Châssis  | Moteur                 | Pneu | N° | Pilotes                                                     | Courses | Courses | Courses | Courses | Courses | Courses | Courses | Points inscrits | Classement |
| Saison | Écurie | Châssis  | Moteur                 | Pneu | N° | Pilotes                                                     | 1       | 2       | 3       | 4       | 5       | 6       | 7       | Points inscrits | Classement |
| 2011   | Signatech Nissan | Oreca 03 | Nissan VK45DE 4.5 L V8 | D    | 26 | Franck Mailleux Lucas Ordóñez Soheil Ayari Jean-Karl Vernay | SEB     | SPA     | LMS     | IMO     | SIL     | ATL     | ZHU     | 95              | Champion   |
| 2011   | Signatech Nissan | Oreca 03 | Nissan VK45DE 4.5 L V8 | D    | 26 | Franck Mailleux Lucas Ordóñez Soheil Ayari Jean-Karl Vernay | 2e      | 5e      | 2e      | 2e      | 7e      | 3e      | 1er     | 95              | Champion   |

#### European Le Mans Series (ELMS)
| Saison | Écurie           | Châssis      | Moteur                 | Pneu | N° | Pilotes                                        | Courses | Courses | Courses | Courses | Courses | Points inscrits | Classement |
| Saison | Écurie           | Châssis      | Moteur                 | Pneu | N° | Pilotes                                        | 1       | 2       | 3       | 4       | 5       | Points inscrits | Classement |
| ------ | ---------------- | ------------ | ---------------------- | ---- | -- | ---------------------------------------------- | ------- | ------- | ------- | ------- | ------- | --------------- | ---------- |
| 2013   | Signatech Alpine | Alpine A450  | Nissan VK45DE 4.5 L V8 | M    | 36 | Nelson Panciatici Pierre Ragues                | SIL     | IMO     | RBR     | HUN     | CAS     | 85              | Champion   |
| 2013   | Signatech Alpine | Alpine A450  | Nissan VK45DE 4.5 L V8 | M    | 36 | Nelson Panciatici Pierre Ragues                | 4e      | 2e      | 2e      | 1er     | 4e      | 85              | Champion   |
| 2014   | Signatech Alpine | Alpine A450b | Nissan VK45DE 4.5 L V8 | M D  | 36 | Paul-Loup Chatin Nelson Panciatici Oliver Webb | SIL     | IMO     | RBR     | CAS     | EST     | 78              | Champion   |
| 2014   | Signatech Alpine | Alpine A450b | Nissan VK45DE 4.5 L V8 | M D  | 36 | Paul-Loup Chatin Nelson Panciatici Oliver Webb | 5e      | 3e      | 1er     | 2e      | 5e      | 78              | Champion   |

#### Championnat du monde d'endurance FIA (WEC)
| Saison  | Écurie                  | Châssis      | Moteur                 | Pneu | N° | Pilotes                                                            | Courses | Courses | Courses | Courses | Courses | Courses | Courses | Courses | Courses | Points inscrits | Classement |
| Saison  | Écurie                  | Châssis      | Moteur                 | Pneu | N° | Pilotes                                                            | 1       | 2       | 3       | 4       | 5       | 6       | 7       | 8       | 9       | Points inscrits | Classement |
| ------- | ----------------------- | ------------ | ---------------------- | ---- | -- | ------------------------------------------------------------------ | ------- | ------- | ------- | ------- | ------- | ------- | ------- | ------- | ------- | --------------- | ---------- |
| 2012    | Signatech Nissan        | Oreca 03     | Nissan VK45DE 4.5 L V8 | D    | 23 | Olivier Lombard Franck Mailleux Jordan Tresson                     | SEB     | SPA     | LMS     | SIL     | SÃO     | BAH     | FUJ     | SHA     |         | 60              | 6e         |
| 2012    | Signatech Nissan        | Oreca 03     | Nissan VK45DE 4.5 L V8 | D    | 23 | Olivier Lombard Franck Mailleux Jordan Tresson                     | Abd.    | 7e      | 5e      | Abd.    | Abd.    | 2e      | 7e      | 5e      |         | 60              | 6e         |
| 2012    | Signatech Nissan        | Oreca 03     | Nissan VK45DE 4.5 L V8 | D    | 26 | Nelson Panciatici Pierre Ragues Roman Rusinov                      |         | 11e     | 4e      | 3e      | 7e      | 5e      | Ex.     | 7e      | —       | —               |            |
| 2015    | Signatech Alpine        | Alpine A450b | Nissan VK45DE 4.5 L V8 | D    | 36 | Vincent Capillaire Paul-Loup Chatin Nelson Panciatici Tom Dillmann | SIL     | SPA     | LMS     | NÜR     | CDA     | FUJ     | SHA     | BAH     |         | 86              | 4e         |
| 2015    | Signatech Alpine        | Alpine A450b | Nissan VK45DE 4.5 L V8 | D    | 36 | Vincent Capillaire Paul-Loup Chatin Nelson Panciatici Tom Dillmann | Abd.    | 4e      | Abd.    | 5e      | 6e      | 2e      | 1er     | 4e      |         | 86              | 4e         |
| 2016    | Signatech Alpine        | Alpine A460  | Nissan VK45DE 4.5 L V8 | D    | 36 | Nicolas Lapierre Gustavo Menezes Stéphane Richelmi                 | SIL     | SPA     | LMS     | NÜR     | MEX     | CDA     | FUJ     | SHA     | BAH     | 199             | Champion   |
| 2016    | Signatech Alpine        | Alpine A460  | Nissan VK45DE 4.5 L V8 | D    | 36 | Nicolas Lapierre Gustavo Menezes Stéphane Richelmi                 | 4e      | 1er     | 1er     | 1er     | 2e      | 1er     | 3e      | 4e      | 3e      | 199             | Champion   |
| 2017    | Signatech Alpine Matmut | Alpine A470  | Gibson GK428 4.2 L V8  | D    | 35 | André Negrão Nelson Panciatici Pierre Ragues                       | SIL     | SPA     | LMS     | NÜR     | MEX     | CDA     | FUJ     | SHA     | BAH     | 38              | 10e        |
| 2017    | Signatech Alpine Matmut | Alpine A470  | Gibson GK428 4.2 L V8  | D    | 35 | André Negrão Nelson Panciatici Pierre Ragues                       |         | 6e      | 3e      | Abd.    |         |         |         |         |         | 38              | 10e        |
| 2017    | Signatech Alpine Matmut | Alpine A470  | Gibson GK428 4.2 L V8  | D    | 36 | Nicolas Lapierre Gustavo Menezes Matthew Rao Romain Dumas          | 4e      | 5e      | 5e      | 3e      | 2e      | 1er     | 2e      | 2e      | 4e      | 151             | 3e         |
| 2018-19 | Signatech Alpine Matmut | Alpine A470  | Gibson GK428 4.2 L V8  | D M  | 36 | Nicolas Lapierre André Negrão Pierre Thiriet                       | SPA     | LMS     | SIL     | FUJ     | SHA     | SEB     | SPA     | LMS     |         | 181             | Champion   |
| 2018-19 | Signatech Alpine Matmut | Alpine A470  | Gibson GK428 4.2 L V8  | D M  | 36 | Nicolas Lapierre André Negrão Pierre Thiriet                       | 2e      | 1er     | 3e      | 3e      | 3e      | 2e      | 2e      | 1er     |         | 181             | Champion   |
| 2019-20 | Signatech Alpine Elf    | Alpine A470  | Gibson GK428 4.2 L V8  | M    | 36 | Thomas Laurent André Negrão Pierre Ragues                          | SIL     | FUJ     | SHA     | BAH     | CAM     | SPA     | LMS     | BAH     |         | 109             | 5e         |
| 2019-20 | Signatech Alpine Elf    | Alpine A470  | Gibson GK428 4.2 L V8  | M    | 36 | Thomas Laurent André Negrão Pierre Ragues                          | 2e      | 6e      | 4e      | 4e      | 6e      | Abd.    | 3e      | 5e      |         | 109             | 5e         |
| 2023    | Alpine Elf Team         | Oreca 07     | Gibson GK428 4.2 L V8  | G    | 35 | André Negrão Memo Rojas Olli Caldwell                              | SEB     | POR     | SPA     | LMS     | MNZ     | FUJ     | BAH     |         |         |                 |            |
| 2023    | Alpine Elf Team         | Oreca 07     | Gibson GK428 4.2 L V8  | G    | 35 | André Negrão Memo Rojas Olli Caldwell                              | 11e     | 11e     | 8e      | 9e      | 8e      | 11e     | 11e     |         |         |                 |            |
| 2023    | Alpine Elf Team         | Oreca 07     | Gibson GK428 4.2 L V8  | G    | 36 | Matthieu Vaxiviere Julien Canal Charles Milesi                     | 9e      | 9e      | 7e      | 4e      | 2e      | 5e      | 7e      |         |         |                 |            |

### 24 Heures du Mans
| Année | Équipe                  | Voiture                  | Pneu | Catégorie | N°  | Pilotes                                               | Tours | Pos.    | Cat. pos. |
| ----- | ----------------------- | ------------------------ | ---- | --------- | --- | ----------------------------------------------------- | ----- | ------- | --------- |
| 2009  | Signature Plus          | Courage-Oreca LC70E-Judd | M    | LMP1      | 12  | Didier André Franck Mailleux Pierre Ragues            | 344   | 11e     | 10e       |
| 2010  | Signature Plus          | Lola B09/60-Aston Martin | D    | LMP1      | 008 | Vanina Ickx Franck Mailleux Pierre Ragues             | 302   | Abandon | Abandon   |
| 2011  | Signatech Nissan        | Oreca 03-Nissan          | D    | LMP2      | 26  | Soheil Ayari Franck Mailleux Lucas Ordóñez            | 320   | 9e      | 2e        |
| 2012  | Signatech Nissan        | Oreca 03-Nissan          | D    | LMP2      | 23  | Olivier Lombard Franck Mailleux Jordan Tresson        | 340   | 16e     | 10e       |
| 2012  | Signatech Nissan        | Oreca 03-Nissan          | D    | LMP2      | 26  | Nelson Panciatici Pierre Ragues Roman Rusinov         | 351   | 10e     | 4e        |
| 2013  | Signatech Alpine        | Alpine A450-Nissan       | M    | LMP2      | 36  | Tristan Gommendy Nelson Panciatici Pierre Ragues      | 317   | 14e     | 8e        |
| 2014  | Signatech Alpine        | Alpine A450b-Nissan      | D    | LMP2      | 36  | Paul-Loup Chatin Nelson Panciatici Oliver Webb        | 355   | 7e      | 3e        |
| 2015  | Signatech Alpine        | Alpine A450b-Nissan      | D    | LMP2      | 36  | Vincent Capillaire Paul-Loup Chatin Nelson Panciatici | 110   | Abandon | Abandon   |
| 2016  | Signatech Alpine        | Alpine A460-Nissan       | D    | LMP2      | 36  | Nicolas Lapierre Gustavo Menezes Stéphane Richelmi    | 357   | 5e      | 1er       |
| 2017  | Signatech Alpine Matmut | Alpine A470-Gibson       | D    | LMP2      | 35  | André Negrão Nelson Panciatici Pierre Ragues          | 362   | 4e      | 3e        |
| 2017  | Signatech Alpine Matmut | Alpine A470-Gibson       | D    | LMP2      | 36  | Romain Dumas Gustavo Menezes Matthew Rao              | 362   | 10e     | 8e        |
| 2018  | Signatech Alpine Matmut | Alpine A470-Gibson       | D    | LMP2      | 36  | Nicolas Lapierre André Negrão Pierre Thiriet          | 367   | 5e      | 1er       |
| 2019  | Signatech Alpine Matmut | Alpine A470-Gibson       | M    | LMP2      | 36  | Nicolas Lapierre André Negrão Pierre Thiriet          | 368   | 6e      | 1er       |
| 2020  | Signatech Alpine Elf    | Alpine A470-Gibson       | M    | LMP2      | 36  | Thomas Laurent André Negrão Pierre Ragues             | 367   | 8e      | 4e        |
| 2021  | Alpine Elf Matmut       | Alpine A480-Gibson       | M    | Hypercar  | 36  | Nicolas Lapierre André Negrão Matthieu Vaxiviere      | 367   | 3e      | 3e        |
| 2022  | Alpine Elf Matmut       | Alpine A480-Gibson       | M    | Hypercar  | 36  | Nicolas Lapierre André Negrão Matthieu Vaxiviere      | 362   | 23e     | 5e        |
| 2023  | Alpine Elf Team         | Oreca 07-Gibson          | M    | LMP2      | 35  | Olli Caldwell André Negrão Memo Rojas                 | 322   | 19e     | 9e        |
| 2023  | Alpine Elf Team         | Oreca 07-Gibson          | M    | LMP2      | 36  | Julien Canal Charles Milesi Matthieu Vaxiviere        | 327   | 12e     | 4e        |
| 2025  | Alpine Elf Team         | Alpine A424              | M    | Hypercar  | 35  | Paul-Loup Chatin Ferdinand Habsburg Charles Milesi    | 385   | 9e      | 9e        |
| 2025  | Alpine Elf Team         | Alpine A424              | M    | Hypercar  | 36  | Mick Schumacher Frédéric Makowiecki Jules Gounon      | 384   | 10e     | 10e       |

|}